# Sirio Vernati
Sirio Vernati (* 12. Mai 1907 in Zürich; † 22. Februar 1993) war ein Schweizer Fussballspieler italienischer Abstammung. Er absolvierte nach seiner Einbürgerung zwischen 1936 und 1943 34 Länderspiele für die Schweizer Fussballnationalmannschaft.

## Laufbahn

### Vereine, bis 1946
Der Sohn italienischer Immigranten begann in seiner Heimatstadt Zürich in den 20er Jahren bei Young Boys Industrie, einem Bubenklub im Arbeiterquartier Zürich 5, in der Jugend mit dem organisierten Fussballspiel. Über die Juniorstationen Blue Stars und Juventus Zurigo kam er 1930 zum FC Zürich und erlebte dort durch die Änderung von Artikel 1 des Wettspielreglements am 5. Juli 1930 faktisch die Einführung einer Liga (drei Regionalgruppen mit je acht bis elf Teams) mit Berufspielern. Aber bereits am 18. Juli 1931 beschlossen die Delegierten wieder eine Änderung: die Schaffung der National-Liga (NL), bestehend aus zwei Gruppen zu je neun Klubs. Doch die Herrlichkeit dauerte nicht lange. Der Zuschauerzuspruch überstieg selten die 4.000er Marke und damit überschuldeten sich die Vereine. Am 15. Juli 1933 wurde in Vevey die Einführung eines ganzjährigen und gesamtschweizerischen Wettspielbetriebs mit der National-Liga an der Spitze, beschlossen.
Zur Einführung der neuen National-Liga in der Runde 1933/34 wechselte Vernati zum Grasshopper-Club und lieferte sich in der ersten Durchführung der Ganzjahresmeisterschaft mit Servette Genf während der gesamten 30 Spieltage einen spannenden Kampf um den Titel. Servette holte sich mit drei Punkten Vorsprung vor GC den Titel und der Genfer Torjäger Leopold Kielholz stellte mit 40 Treffern einen Rekord als Torschützenkönig auf, gefolgt von Vernatis Mannschaftskameraden André Abegglen mit 33 Treffern. Im Pokalwettbewerb setzte sich Vernati aber mit den Mitspielern Severino Minelli und Oskar Rohr im Final am 2. April 1934 im Berner Wankdorfstadion mit 2:0 Toren gegen die granatrote Meistermannschaft der Jahre 1933 und 1934, Servette Genf, durch. Im vierten Jahr bei GC, 1936/37, gewann der offensive Mittelläufer und durch seine Laufstärke unermüdlicher Ankurbler des Spiels, seine erste Schweizer Meisterschaft. GC verwies dabei den BSC Young Boys, Young Fellows Zürich und den FC Luzern auf die Plätze. Mit einem 10:0-Erfolg im Pokalfinal gegen Lausanne-Sports feierte Vernati am 29. März 1937 sogar das Double. Der 29-jährige Spielstratege hatte sich in der Serie 1936/37 auf dringlichen Wunsch von Verbandspräsident Otto Eicher erfolgreich um den Schweizer Pass beworben und bestritt nach der Einbürgerung am 8. November 1936 sein erstes Länderspiel für die Schweiz. Im Spieljahr 1937/38 erreichte er mit GC hinter dem neuen Meister FC Lugano die Vizemeisterschaft und konnte sich mit dem dritten Pokalsieg gegen Servette Genf schadlos halten. Den zweiten Titelgewinn in der Nationalliga erlebte er 1938/39, als die punktgleichen Teams von FC Grenchen und FC Lugano auf den Plätzen rangierten. Im siebten Jahr bei GC, 1939/40, war die Dominanz von Servette so ausgeprägt, dass die Mannschaft um Torjäger Georges Aeby die Meisterschaft mit 13 Punkten Vorsprung vor Vize Grenchen und gar 15 Punkten vor dem Titelverteidiger aus Zürich für sich entscheiden konnte. Durch seinen vierten Pokalerfolg, mit einem 3:0-Sieg am 25. März 1940 in Bern gegen die Vizemeister-Mannschaft um Torhüter Erwin Ballabio, den FC Grenchen, konnte Vernati aber auch 1939/40 mit einem Erfolg beenden und sich für zwölf Monate sportlich zur Ruhe setzen. Er schied aus dem NL-Spielbetrieb aus und spielte 1940/41 lediglich in der Firmenmannschaft seines Arbeitgebers FC National-Registrierkassen.
Sirio Vernati galt im Zenit seines Könnens als einer der besten Offensiv-Mittelläufer Europas. Er erhielt für das Spiel Zentral- gegen Westeuropa am 20. Juni 1937 in Amsterdam eine Einladung, musste aber wegen eines Mitropa-Cupspiels absagen. Im Lauf der Zentral-Europa-Elf kamen daher die zwei Italiener Serandoni und Andreolo, sowie der Ungar Lazar zum Einsatz. Als er für das Spiel der Kontinentalauswahl am 26. Oktober 1938 in London gegen England berufen wurde, verbrachte er die Begegnung mit den weiteren Ersatzspielern Raftl, Schmaus, Hahnemann und Colaussi aber auf der Ersatzbank.
Von 1941 bis 1946 war der Routinier dann nochmals fünf Runden in der höchsten Schweizer Spielklasse bei den Vereinen FC Luzern (1941–43) und Young Fellows Zürich am Ball, ehe er in seiner Heimatstadt 1946 mit 39 Jahren seine Aktivität beendete.

### Nationalmannschaft, 1936 bis 1943
Mit 29 Jahren debütierte Vernati nach seiner Einbürgerung am 8. November 1936 in der Schweizer Fussballnationalmannschaft. Die Schweiz verlor das Länderspiel in Zürich mit 1:3 Toren gegen Österreich. Als er am 19. September 1937 in Wien bei der 3:4-Niederlage gegen Österreich sein achtes Spiel für die „Nati“ absolvierte, debütierte Eugène Walaschek und Karl Rappan, Vernatis Vereinstrainer bei GC, hatte erstmals das Kommando über die SFV-Auswahl inne. Rappan führte umgehend den legendären „Schweizer Riegel“ ein. Dabei sicherten sich die Verteidiger gegenseitig ab, die Aussenläufer als Aussendecker deckten die gegnerischen Flügelstürmer und der Mittelläufer deckte den Raum beziehungsweise spielte bei Ballbesitz seines Teams offensiv. Es war die Paraderolle von Sirio Vernati. „Nati“-Trainer Rappan stützte sich in der Regel auf eine Spieler-Kombination von Grasshoppers – Huber, Minelli, Lehmann, Springer, Vernati, plus dem Genfer Lörtscher – in der Abwehr und den „Servettiens“ mit Andre Abegglen, Walaschek, G. Aeby, sowie dem GC-Stürmer Bickel und Amado aus Lugano im Angriff. Das erste Ausrufezeichen setzte die „Nati“ am 31. Oktober 1937 mit dem 2:2-Remis im Freundschaftsspiel in Genf gegen den amtierenden Fussballweltmeister Italien. Bereits beim Länderspiel am 6. Februar 1938 in Köln gegen Deutschland, hatte Rappan seine Stammformation für das Ziel der Teilnahme an der Fussball-Weltmeisterschaft 1938 in Frankreich gefunden. Lediglich Fritz Wagner von GC spielte beim 1:1-Unentschieden anstelle von Andre Abegglen, der am 13. März nach seiner Rückkehr aus Frankreich und einer Knieoperation seit 1935 wieder sein erstes Länderspiel für die Schweiz absolvierte. Am 1. Mai 1938 qualifizierten sich die Eidgenossen mit einem 2:1-Erfolg gegen Portugal in Mailand für die WM-Endrunde 1938 in Frankreich. Auch beim sensationellen 2:1-Erfolg am 21. Mai in Zürich beim Freundschaftsspiel gegen England gehörte Vernati zu den Leistungsträgern der Eidgenossen. Spielentscheidend war nach Auffassung der Zeitgenossen das taktische Konzept von Trainer Rappan, mit dem er das System der Briten aushebelte: 

„ Die Engländer hatten sich geistig auf ein Spiel eingestellt, in dem sie den Ton angeben würden, und als die Schweiz plötzlich ihren Stil zu spielen begannen, als sie sich weigerten, auf die gut gemeinten Absichten ihrer Gegner einzugehen, als sie ein unorthodoxes, in den Fussball-‚Kochbüchern’ nicht vorgesehenes Spiel betrieben, das wohl der Methode nicht entbehrte, aber sich von nüchterner Schematik fernhielt, kamen die Gäste aus England ganz einfach aus dem Schritt. “

Der „unorthodoxe“ Stil der Rotjacken bestand aus dem Defensivkonzept des „Riegels“ sowie dem Spiel mit einem zurückhängenden Mittelstürmer.
Mit dem 4:2-Erfolg im Wiederholungsspiel am 9. Juni in Paris gegen Deutschland im Weltmeisterschaftsturnier versetzte die „Nati“ die ganze Schweiz in einen regelrechten Freudentaumel. Vernati und Kollegen – Willy Huber; Severino Minelli, August Lehmann; Hermann Springer, Ernest Lörtscher; Lauro Amado, Eugène Walaschek, Alfred Bickel, André Abegglen, Georges Aeby – hatten sich gegen eine favorisierte deutsche Mannschaft durchgesetzt. Vom 8. November 1936 bis 4. Juni 1939 absolvierte Vernati 28 Länderspiele in Folge für die Schweiz. Mit seinem 35. Auswahlspiel am 16. Mai 1943 beendete der 36-Jährige seine Laufbahn in der „Nati“.